# Otto Frans van Oostenrijk

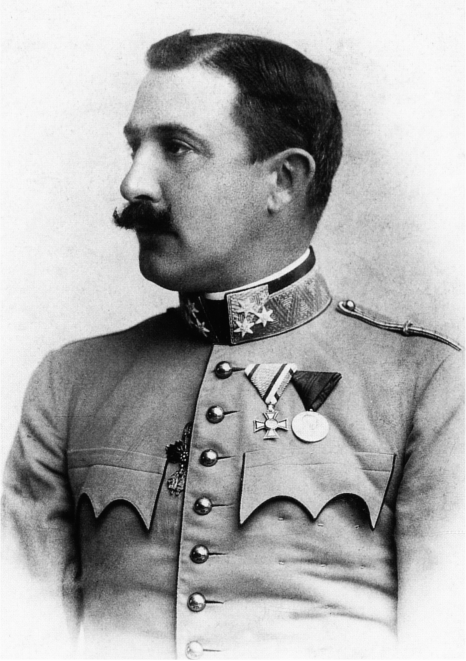
Aartshertog Otto

Otto Frans van Oostenrijk (Graz, 21 april 1865 - Wenen, 1 november 1906), aartshertog van Oostenrijk, was de zoon van aartshertog Karel Lodewijk en Maria Annunciata van Bourbon-Sicilië.
Op 2 oktober 1886 trouwde hij met Maria Josepha van Saksen, dochter van koning George van Saksen. Zij kregen twee zonen:
- Karel, die de laatste keizer van Oostenrijk zou worden, als opvolger van zijn oudoom Frans Jozef I
- Maximiliaan.

Otto werd vanwege zijn uiterlijk Mooie Otto genoemd. Hij besteedde veel aandacht aan zijn uiterlijk en kleding en stond bekend als een womanizer. Otto gold even als toekomstige troonopvolger toen het erop leek, dat zijn broer Frans Ferdinand ernstig ziek was. In Wenen was de levenslustige cavalerieofficier zeer geliefd. Zijn huwelijk met de vrome, verlegen Maria van Saksen was niet erg gelukkig. Otto had tal van maîtresses. Binnen het huis Habsburg was hij niet onomstreden. Zo gooide hij eens – in kennelijke toestand – het portret van de keizer en keizerin vanuit een caféraam naar buiten. Ook nam hij eens – eveneens in staat van dronkenschap – zijn vrienden mee naar de slaapkamer van zijn echtgenote, opdat zij "een non van dichtbij" zouden kunnen zien.
Hij overleed uiteindelijk aan de gevolgen van syfilis, in de armen van zijn laatste vriendin, in een villa in Döbling. "Erzherzog Otto war lebensdurstig und vielleicht ist deshalb sein Leben so kurz gewesen", schreef de Neue Freie Presse daags na zijn overlijden.

## Kwartierstaat
| Frans II van Oostenrijk (1768-1835) | Frans II van Oostenrijk (1768-1835) | Frans II van Oostenrijk (1768-1835) | Frans II van Oostenrijk (1768-1835) | Frans II van Oostenrijk (1768-1835)    | Frans II van Oostenrijk (1768-1835)    | Maria Theresia van Bourbon-Sicilië (1772-1807) | Maria Theresia van Bourbon-Sicilië (1772-1807) | Maria Theresia van Bourbon-Sicilië (1772-1807) | Maria Theresia van Bourbon-Sicilië (1772-1807) | Maria Theresia van Bourbon-Sicilië (1772-1807) | Maria Theresia van Bourbon-Sicilië (1772-1807) |                                                 |                                                 | Maximiliaan I Jozef van Beieren (1756-1825)     | Maximiliaan I Jozef van Beieren (1756-1825)     | Maximiliaan I Jozef van Beieren (1756-1825)     | Maximiliaan I Jozef van Beieren (1756-1825)     | Maximiliaan I Jozef van Beieren (1756-1825) | Maximiliaan I Jozef van Beieren (1756-1825) | Caroline van Baden (1776-1841)        | Caroline van Baden (1776-1841)        | Caroline van Baden (1776-1841)        | Caroline van Baden (1776-1841)        | Caroline van Baden (1776-1841)        | Caroline van Baden (1776-1841)        |  |  | Frans I der Beide Siciliën (1777-1830)     | Frans I der Beide Siciliën (1777-1830)     | Frans I der Beide Siciliën (1777-1830)     | Frans I der Beide Siciliën (1777-1830)     | Frans I der Beide Siciliën (1777-1830)      | Frans I der Beide Siciliën (1777-1830)      | Maria Isabella van Bourbon (1789-1848)      | Maria Isabella van Bourbon (1789-1848)      | Maria Isabella van Bourbon (1789-1848)       | Maria Isabella van Bourbon (1789-1848)       | Maria Isabella van Bourbon (1789-1848)           | Maria Isabella van Bourbon (1789-1848)           |                                                  |                                                  | Karel van Oostenrijk-Teschen (1771-1847)         | Karel van Oostenrijk-Teschen (1771-1847)         | Karel van Oostenrijk-Teschen (1771-1847) | Karel van Oostenrijk-Teschen (1771-1847) | Karel van Oostenrijk-Teschen (1771-1847) | Karel van Oostenrijk-Teschen (1771-1847) | Henriëtte van Nassau-Weilburg (1797-1829) | Henriëtte van Nassau-Weilburg (1797-1829) | Henriëtte van Nassau-Weilburg (1797-1829) | Henriëtte van Nassau-Weilburg (1797-1829) | Henriëtte van Nassau-Weilburg (1797-1829) | Henriëtte van Nassau-Weilburg (1797-1829) |  |  |  |  |  |  |  |  |  |  |  |  |  |  |  |  |  |  |  |  |  |  |  |  |  |  |  |  |  |  |  |  |  |  |  |  |  |  |  |  |  |  |  |  |  |  |  |  |
| Frans II van Oostenrijk (1768-1835) | Frans II van Oostenrijk (1768-1835) | Frans II van Oostenrijk (1768-1835) | Frans II van Oostenrijk (1768-1835) | Frans II van Oostenrijk (1768-1835)    | Frans II van Oostenrijk (1768-1835)    | Maria Theresia van Bourbon-Sicilië (1772-1807) | Maria Theresia van Bourbon-Sicilië (1772-1807) | Maria Theresia van Bourbon-Sicilië (1772-1807) | Maria Theresia van Bourbon-Sicilië (1772-1807) | Maria Theresia van Bourbon-Sicilië (1772-1807) | Maria Theresia van Bourbon-Sicilië (1772-1807) |                                                 |                                                 | Maximiliaan I Jozef van Beieren (1756-1825)     | Maximiliaan I Jozef van Beieren (1756-1825)     | Maximiliaan I Jozef van Beieren (1756-1825)     | Maximiliaan I Jozef van Beieren (1756-1825)     | Maximiliaan I Jozef van Beieren (1756-1825) | Maximiliaan I Jozef van Beieren (1756-1825) | Caroline van Baden (1776-1841)        | Caroline van Baden (1776-1841)        | Caroline van Baden (1776-1841)        | Caroline van Baden (1776-1841)        | Caroline van Baden (1776-1841)        | Caroline van Baden (1776-1841)        |  |  | Frans I der Beide Siciliën (1777-1830)     | Frans I der Beide Siciliën (1777-1830)     | Frans I der Beide Siciliën (1777-1830)     | Frans I der Beide Siciliën (1777-1830)     | Frans I der Beide Siciliën (1777-1830)      | Frans I der Beide Siciliën (1777-1830)      | Maria Isabella van Bourbon (1789-1848)      | Maria Isabella van Bourbon (1789-1848)      | Maria Isabella van Bourbon (1789-1848)       | Maria Isabella van Bourbon (1789-1848)       | Maria Isabella van Bourbon (1789-1848)           | Maria Isabella van Bourbon (1789-1848)           |                                                  |                                                  | Karel van Oostenrijk-Teschen (1771-1847)         | Karel van Oostenrijk-Teschen (1771-1847)         | Karel van Oostenrijk-Teschen (1771-1847) | Karel van Oostenrijk-Teschen (1771-1847) | Karel van Oostenrijk-Teschen (1771-1847) | Karel van Oostenrijk-Teschen (1771-1847) | Henriëtte van Nassau-Weilburg (1797-1829) | Henriëtte van Nassau-Weilburg (1797-1829) | Henriëtte van Nassau-Weilburg (1797-1829) | Henriëtte van Nassau-Weilburg (1797-1829) | Henriëtte van Nassau-Weilburg (1797-1829) | Henriëtte van Nassau-Weilburg (1797-1829) |  |  |  |  |  |  |  |  |  |  |  |  |  |  |  |  |  |  |  |  |  |  |  |  |  |  |  |  |  |  |  |  |  |  |  |  |  |  |  |  |  |  |  |  |  |  |  |  |
|                                     |                                     |                                     |                                     |                                        |                                        |                                                |                                                |                                                |                                                |                                                |                                                |                                                 |                                                 |                                                 |                                                 |                                                 |                                                 |                                             |                                             |                                       |                                       |                                       |                                       |                                       |                                       |  |  |                                            |                                            |                                            |                                            |                                             |                                             |                                             |                                             |                                              |                                              |                                                  |                                                  |                                                  |                                                  |                                                  |                                                  |                                          |                                          |                                          |                                          |                                           |                                           |                                           |                                           |                                           |                                           |  |  |  |  |  |  |  |  |  |  |  |  |  |  |  |  |  |  |  |  |  |  |  |  |  |  |  |  |  |  |  |  |  |  |  |  |  |  |  |  |  |  |  |  |  |  |  |  |
|                                     |                                     |                                     |                                     | Frans Karel van Oostenrijk (1802-1878) | Frans Karel van Oostenrijk (1802-1878) | Frans Karel van Oostenrijk (1802-1878)         | Frans Karel van Oostenrijk (1802-1878)         | Frans Karel van Oostenrijk (1802-1878)         | Frans Karel van Oostenrijk (1802-1878)         |                                                |                                                |                                                 |                                                 |                                                 |                                                 | Sophie van Beieren (1805-1872)                  | Sophie van Beieren (1805-1872)                  | Sophie van Beieren (1805-1872)              | Sophie van Beieren (1805-1872)              | Sophie van Beieren (1805-1872)        | Sophie van Beieren (1805-1872)        |                                       |                                       |                                       |                                       |  |  |                                            |                                            |                                            |                                            | Ferdinand II der Beide Siciliën (1810-1859) | Ferdinand II der Beide Siciliën (1810-1859) | Ferdinand II der Beide Siciliën (1810-1859) | Ferdinand II der Beide Siciliën (1810-1859) | Ferdinand II der Beide Siciliën (1810-1859)  | Ferdinand II der Beide Siciliën (1810-1859)  |                                                  |                                                  |                                                  |                                                  |                                                  |                                                  | Theresia van Oostenrijk (1816-1867)      | Theresia van Oostenrijk (1816-1867)      | Theresia van Oostenrijk (1816-1867)      | Theresia van Oostenrijk (1816-1867)      | Theresia van Oostenrijk (1816-1867)       | Theresia van Oostenrijk (1816-1867)       |                                           |                                           |                                           |                                           |  |  |  |  |  |  |  |  |  |  |  |  |  |  |  |  |  |  |  |  |  |  |  |  |  |  |  |  |  |  |  |  |  |  |  |  |  |  |  |  |  |  |  |  |  |  |  |  |
|                                     |                                     |                                     |                                     | Frans Karel van Oostenrijk (1802-1878) | Frans Karel van Oostenrijk (1802-1878) | Frans Karel van Oostenrijk (1802-1878)         | Frans Karel van Oostenrijk (1802-1878)         | Frans Karel van Oostenrijk (1802-1878)         | Frans Karel van Oostenrijk (1802-1878)         |                                                |                                                |                                                 |                                                 |                                                 |                                                 | Sophie van Beieren (1805-1872)                  | Sophie van Beieren (1805-1872)                  | Sophie van Beieren (1805-1872)              | Sophie van Beieren (1805-1872)              | Sophie van Beieren (1805-1872)        | Sophie van Beieren (1805-1872)        |                                       |                                       |                                       |                                       |  |  |                                            |                                            |                                            |                                            | Ferdinand II der Beide Siciliën (1810-1859) | Ferdinand II der Beide Siciliën (1810-1859) | Ferdinand II der Beide Siciliën (1810-1859) | Ferdinand II der Beide Siciliën (1810-1859) | Ferdinand II der Beide Siciliën (1810-1859)  | Ferdinand II der Beide Siciliën (1810-1859)  |                                                  |                                                  |                                                  |                                                  |                                                  |                                                  | Theresia van Oostenrijk (1816-1867)      | Theresia van Oostenrijk (1816-1867)      | Theresia van Oostenrijk (1816-1867)      | Theresia van Oostenrijk (1816-1867)      | Theresia van Oostenrijk (1816-1867)       | Theresia van Oostenrijk (1816-1867)       |                                           |                                           |                                           |                                           |  |  |  |  |  |  |  |  |  |  |  |  |  |  |  |  |  |  |  |  |  |  |  |  |  |  |  |  |  |  |  |  |  |  |  |  |  |  |  |  |  |  |  |  |  |  |  |  |
|                                     |                                     |                                     |                                     |                                        |                                        |                                                |                                                |                                                |                                                | Karel Lodewijk van Oostenrijk (1833-1896)      | Karel Lodewijk van Oostenrijk (1833-1896)      | Karel Lodewijk van Oostenrijk (1833-1896)       | Karel Lodewijk van Oostenrijk (1833-1896)       | Karel Lodewijk van Oostenrijk (1833-1896)       | Karel Lodewijk van Oostenrijk (1833-1896)       |                                                 |                                                 |                                             |                                             |                                       |                                       |                                       |                                       |                                       |                                       |  |  |                                            |                                            |                                            |                                            |                                             |                                             |                                             |                                             |                                              |                                              | Maria Annunciata van Bourbon-Sicilië (1843-1871) | Maria Annunciata van Bourbon-Sicilië (1843-1871) | Maria Annunciata van Bourbon-Sicilië (1843-1871) | Maria Annunciata van Bourbon-Sicilië (1843-1871) | Maria Annunciata van Bourbon-Sicilië (1843-1871) | Maria Annunciata van Bourbon-Sicilië (1843-1871) |                                          |                                          |                                          |                                          |                                           |                                           |                                           |                                           |                                           |                                           |  |  |  |  |  |  |  |  |  |  |  |  |  |  |  |  |  |  |  |  |  |  |  |  |  |  |  |  |  |  |  |  |  |  |  |  |  |  |  |  |  |  |  |  |  |  |  |  |
|                                     |                                     |                                     |                                     |                                        |                                        |                                                |                                                |                                                |                                                | Karel Lodewijk van Oostenrijk (1833-1896)      | Karel Lodewijk van Oostenrijk (1833-1896)      | Karel Lodewijk van Oostenrijk (1833-1896)       | Karel Lodewijk van Oostenrijk (1833-1896)       | Karel Lodewijk van Oostenrijk (1833-1896)       | Karel Lodewijk van Oostenrijk (1833-1896)       |                                                 |                                                 |                                             |                                             |                                       |                                       |                                       |                                       |                                       |                                       |  |  |                                            |                                            |                                            |                                            |                                             |                                             |                                             |                                             |                                              |                                              | Maria Annunciata van Bourbon-Sicilië (1843-1871) | Maria Annunciata van Bourbon-Sicilië (1843-1871) | Maria Annunciata van Bourbon-Sicilië (1843-1871) | Maria Annunciata van Bourbon-Sicilië (1843-1871) | Maria Annunciata van Bourbon-Sicilië (1843-1871) | Maria Annunciata van Bourbon-Sicilië (1843-1871) |                                          |                                          |                                          |                                          |                                           |                                           |                                           |                                           |                                           |                                           |  |  |  |  |  |  |  |  |  |  |  |  |  |  |  |  |  |  |  |  |  |  |  |  |  |  |  |  |  |  |  |  |  |  |  |  |  |  |  |  |  |  |  |  |  |  |  |  |
|                                     |                                     |                                     |                                     |                                        |                                        |                                                |                                                |                                                |                                                |                                                |                                                |                                                 |                                                 |                                                 |                                                 |                                                 |                                                 |                                             |                                             |                                       |                                       |                                       |                                       |                                       |                                       |  |  |                                            |                                            |                                            |                                            |                                             |                                             |                                             |                                             |                                              |                                              |                                                  |                                                  |                                                  |                                                  |                                                  |                                                  |                                          |                                          |                                          |                                          |                                           |                                           |                                           |                                           |                                           |                                           |  |  |  |  |  |  |  |  |  |  |  |  |  |  |  |  |  |  |  |  |  |  |  |  |  |  |  |  |  |  |  |  |  |  |  |  |  |  |  |  |  |  |  |  |  |  |  |  |
|                                     |                                     |                                     |                                     |                                        |                                        |                                                |                                                |                                                |                                                |                                                |                                                |                                                 |                                                 |                                                 |                                                 |                                                 |                                                 |                                             |                                             |                                       |                                       |                                       |                                       |                                       |                                       |  |  |                                            |                                            |                                            |                                            |                                             |                                             |                                             |                                             |                                              |                                              |                                                  |                                                  |                                                  |                                                  |                                                  |                                                  |                                          |                                          |                                          |                                          |                                           |                                           |                                           |                                           |                                           |                                           |  |  |  |  |  |  |  |  |  |  |  |  |  |  |  |  |  |  |  |  |  |  |  |  |  |  |  |  |  |  |  |  |  |  |  |  |  |  |  |  |  |  |  |  |  |  |  |  |
|                                     |                                     |                                     |                                     |                                        |                                        |                                                |                                                |                                                |                                                |                                                |                                                | Frans Ferdinand van Oostenrijk-Este (1863-1914) | Frans Ferdinand van Oostenrijk-Este (1863-1914) | Frans Ferdinand van Oostenrijk-Este (1863-1914) | Frans Ferdinand van Oostenrijk-Este (1863-1914) | Frans Ferdinand van Oostenrijk-Este (1863-1914) | Frans Ferdinand van Oostenrijk-Este (1863-1914) |                                             |                                             | Otto Frans van Oostenrijk (1865-1906) | Otto Frans van Oostenrijk (1865-1906) | Otto Frans van Oostenrijk (1865-1906) | Otto Frans van Oostenrijk (1865-1906) | Otto Frans van Oostenrijk (1865-1906) | Otto Frans van Oostenrijk (1865-1906) |  |  | Ferdinand Karel van Oostenrijk (1868-1915) | Ferdinand Karel van Oostenrijk (1868-1915) | Ferdinand Karel van Oostenrijk (1868-1915) | Ferdinand Karel van Oostenrijk (1868-1915) | Ferdinand Karel van Oostenrijk (1868-1915)  | Ferdinand Karel van Oostenrijk (1868-1915)  |                                             |                                             | Margaretha Sophie van Oostenrijk (1870-1902) | Margaretha Sophie van Oostenrijk (1870-1902) | Margaretha Sophie van Oostenrijk (1870-1902)     | Margaretha Sophie van Oostenrijk (1870-1902)     | Margaretha Sophie van Oostenrijk (1870-1902)     | Margaretha Sophie van Oostenrijk (1870-1902)     |                                                  |                                                  |                                          |                                          |                                          |                                          |                                           |                                           |                                           |                                           |                                           |                                           |  |  |  |  |  |  |  |  |  |  |  |  |  |  |  |  |  |  |  |  |  |  |  |  |  |  |  |  |  |  |  |  |  |  |  |  |  |  |  |  |  |  |  |  |  |  |  |  |

## Noot
1. ↑  Brigitte Hamann, Elisabeth. Kaiserin wider Willen, München, 1981, 1997, blz. 452
2. ↑  Hans Flesch-Brunningen, red., Die letzten Habsburger in Augenzeugenberichten DTV Düsseldorf, 1967, 1981, blz. 398